# Laborillo
Laborillo är en ort i Mexiko.   Den ligger i kommunen San Pedro Pochutla och delstaten Oaxaca, i den sydöstra delen av landet, 500 km sydost om huvudstaden Mexico City. Laborillo ligger 146 meter över havet och antalet invånare är 108.
Terrängen runt Laborillo är kuperad åt nordost, men åt sydväst är den platt. Terrängen runt Laborillo sluttar söderut. Runt Laborillo är det ganska tätbefolkat, med 86 invånare per kvadratkilometer. Närmaste större samhälle är San Pedro Pochutla, 1,0 km sydväst om Laborillo. Omgivningarna runt Laborillo är en mosaik av jordbruksmark och naturlig växtlighet.